# The Court-Martial of Billy Mitchell
The Court-Martial of Billy Mitchell (br: A Corte Marcial de Billy Mitchell) é um filme estadunidense de 1955 do gênero "drama biográfico", dirigido por Otto Preminger.

## Elenco
- Gary Cooper…coronel Billy Mitchell
- Charles Bickford…general-comandante Jimmy Guthrie
- Ralph Bellamy…congressista Frank R. Reid
- Rod Steiger…Major Allan Guillion
- Elizabeth Montgomery…Senhora Margaret Lansdowne
- Fred Clark…coronel Sherman Moreland
- James Daly…tenente-coronel Herbert White
- Jack Lord - tenente-comandante Zachary Lansdowne
- Peter Graves - capitão Bob Elliott
- Darren McGavin…capitão Russ Peters
- Robert F. Simon…almirante Gage
- Charles Dingle - senador Fullerton
- Dayton Lummis - General-comandante Douglas MacArthur
- Adam Kennedy - Yip Ryan (não creditado)

## Sinopse

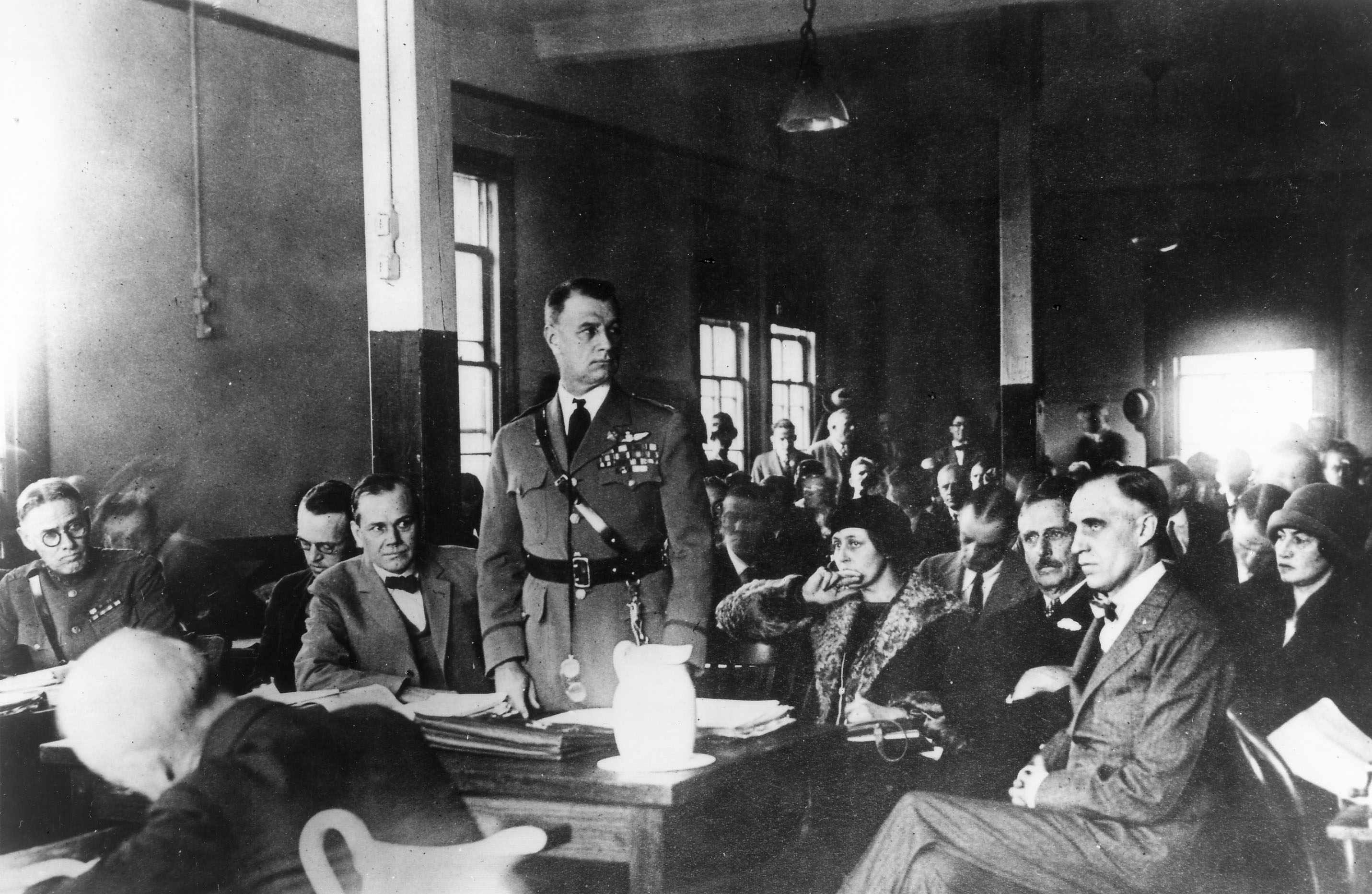
A verdadeira Corte Marcial (1925), recriada no filme

No início da década de 1920, o general-brigadeiro aviador William Mitchell, herói americano da Primeira Guerra Mundial, tenta fortalecer o Serviço Aéreo do Exército de seu país tornando-o independente com o nome de "Força Aérea". Num teste para provar a eficácia dos aviões em combate, ele afunda um antigo navio de guerra alemão abandonado, o Ostfriesland, tido até então como inafundável, diante de seus superiores do Exército e da Marinha, além da Imprensa. No entanto, ele desobedecera as ordens de seu comandante, o general Guthrie, que determinara um voo de cinco mil pés para o bombardeio, altura que não permitia aos pilotos acertarem o alvo com as bombas e equipamentos disponíveis. Em função disso, Mitchell é rebaixado ao posto de coronel e transferido para uma base no Texas. Dali, ele continua a enviar cartas a várias pessoas, denunciando a falta de investimentos na melhoria das aeronaves e avisando que outros países inimigos já disporiam de equipamentos melhores. Quando vários homens de seu antigo esquadrão morrem em um acidente aéreo e, logo em seguida, seu amigo tenente-comandante Zachary Lansdowne, sofre o mesmo destino com um dirigível militar, Mitchell decide se rebelar e publica na imprensa acusações contra o Exército e a Marinha, afirmando que os equipamentos acidentados eram obsoletos e que isso fora a real causa das fatalidades.
Ele é levado à Corte Marcial e a sua condenação parece certa. Mas o esperto advogado, congressista Frank R. Reid, consegue trazer para depor várias testemunhas que confirmam a precariedade do equipamento e os sucessivos avisos dados aos comandantes militares dos perigos a que os tripulantes e pilotos estavam sujeitos.